# 시조
시조(時調)는 고려 시대 중엽에 발생한 한국 전통 시 양식의 하나이며, 조선 시대에 유행한 시가 양식이다. 시조는 형태적 특성에 따라 몇 갈래로 나뉘는데 이중 평시조는 초장, 중장, 종장으로 구성되는 3장과, 하나의 장에 2개의 구로 구성되는 6구와 한국어의 특징인 끊어 읽기 단위인 4번의 음보로 구성되는 틀을 지닌 정형시이다. 그 밖에는 형식적 특징으로 구별되는 엇시조, 사설시조 등이 있다.

## 명칭
시조(時調)란 이름은 시절가조(時節歌調)를 줄인 것이다. 조선 영조대의 유명한 가객(歌客)인 이세춘(李世春)이란 사람이 만든 말로 그 시절에 유행하는 노래곡조란 뜻이다.

## 역사
고려 중엽 한시와 향가의 영향으로 발생한 것으로 추정된다.

## 주제와 형식의 변화
시조의 주제는 시대별로 일정한 특징을 띠고 있다.
시조가 발생한 고려 중반기부터 조선 초기의 일반적 주제는 유교와 자연에 대한 예찬이다.
특히 유교에 대한 주제의 경우, 조선초기의 계유정난으로 인한 세조의 집권을 유교의 이념 중 충성스러운 신하는 두 임금을 섬기지 않는다는 측면에서 비판하는 시조가 많았다.
자연에 대한 예찬의 경우 윤선도 등의 선비계층에 의해 자연의 아름다운 모습과 자연물에 빗대어 인간이 지녀야 하는 덕목을 보여주는 특징을 나타내고 있다.
이 시기의 형식적 특징은 정형시적 특징을 비교적 잘 지키고 있다. 특히 3장 6구 45자 내외라는 수치적 정형성에 의해서 평시조라는 명칭을 지니고 있다.
시조의 정형시적 특징 중 마지막 3장의 첫구는 3음절로 고정되는 모습을 지니고 있고, 이것은 평시조 이후의 엇시조, 사설시조, 현대시조까지 이어지고 있다.
이러한 형식, 주제의 특징은 조선이 왜의 침략인 임진왜란을 겪은 이후에 다양화되는 특성을 지니고 있으며, 주제가 솔직한 연애감정, 봉건제도의 모순에 대한 비판 등으로 다양하게 변화하게 되었다. 또 선비 계급과는 차별되는 중인 계급의 자본주의적 경제능력 성장으로 인한 예술 욕구의 상승 등을 원인으로 3장 6구 45자 내외의 형식적 특징을 부분적으로 벗어난 엇시조, 사설시조 등이 나타난다.
일제강점기 이후 지나치게 서구화된 문학 형식에 대한 반성으로 민족적 시 형식인 시조를 다시금 창작하자는 시조 부흥운동이 일어나게 된다. 이 시기 이후부터 장을 현대시의 연으로 배행하는 장별 배행 시조 등의 형식으로 변화했다.

## 목적
모든 일반적인 운문문학의 근원과 동일하게, 시조 역시 가창을 목적으로 했다. 정형시적인 특징을 지니는 이유 역시 리듬에 맞춰서 가창을 해야했기 때문이고 후기의 사설 시조가 길게 편성된 이유도 가창과 동시에 가창에 맞춘 무용을 충분히 펼칠 시간적 여유가 필요했기 때문이다.

## 제목
시조는 특정한 경우가 아니면 제목을 따로 붙이지 않았다. 따라서 몇몇의 예외적인 경우를 제외하고는 근대 이전의 시조의 경우 각각의 시조의 초장을 제목으로 붙이며 이것은 향유계층에서 가창을 목적으로 했기 때문에 각 시조별로 주어진 곡조에 암묵적인 동의를 했기 때문이다.
현대시조의 경우 일반적인 시와 동일하게 시인이 제목을 직접 붙인다.

## 시조집
- 청구영언
- 해동가요
- 가곡원류
- 고금가곡

## 같이 보기
- 한 시
- 향가